# Tribune Tower
Der Tribune Tower ist ein neugotischer Wolkenkratzer aus dem Jahre 1925 in Chicago. Er hat die Adresse 435 North Michigan Avenue und liegt direkt am Chicago River und am Beginn der Magnificent Mile. Er wird heute von der Zeitung Chicago Tribune, der Tribune Company und CNN genutzt. (Nicht zu verwechseln mit dem New York Tribune Building.)

## Geschichte
1922 schrieb die Zeitung Chicago Tribune weltweit einen Wettbewerb für ihre neue Unternehmenszentrale aus, die nicht weniger als „the most beautiful and eye-catching building in the world“ – das schönste Gebäude der Welt – werden sollte. Es wurden insgesamt 100.000 Dollar an Preisgeldern vergeben, davon sollte der erste Preis 50.000 Dollar erhalten.
Von den über 260 Einsendungen, darunter ein Entwurf von Walter Gropius, gewann letztlich der neugotische Entwurf von Raymond Hood und John Mead Howell, den Architekten des American Radiator Building in New York (heute Bryant Park Hotel). Sie sahen einen neugotischen Wolkenkratzer mit Strebepfeilern an der Spitze vor, inspiriert vom ersten großen Neugotik-Wolkenkratzer, dem 1913 gebauten Woolworth Building in New York, und der Kathedrale von Rouen.
Der Entwurf, der von vielen Fachleuten, u. a. von Louis Sullivan, als der beste im Wettbewerb angesehen wurde, erreichte nur den zweiten Platz: Der radikal vereinfachte, moderne Turmentwurf des finnischen Architekten Eliel Saarinen. Er wurde zum Vorbild für die nächste Generation an Wolkenkratzern in den 1920er und 1930er Jahren.
Die Bauarbeiten begannen 1923, zwei Jahre später war das Gebäude vollendet.

## Architektur
Der Tribune Tower hat 36 Etagen und eine Höhe von 141 m.
Eine Besonderheit stellt die Basis des Gebäudes dar, in der Steine von diversen anderen bekannten Bauwerken eingelassen sind, u. a. aus der Großen Chinesischen Mauer, dem Taj Mahal, der Hagia Sophia, der Cheops-Pyramide, der Kirche Notre Dame de Paris, der hohen Domkirche zu Köln (Kölner Dom), der Berliner Mauer und seit neuestem auch vom früheren World Trade Center in New York. Diese Steine sind alle auf Straßenebene und können von Passanten betrachtet werden, da sie ein Stück weit aus der Außenmauer herausragen und auch beschriftet sind. Im Inneren des Gebäudes wird des Weiteren ein Mondstein ausgestellt, der nicht in die Außenmauer eingebaut werden konnte, da er Eigentum der NASA ist.